# Jumbulagang
Jumbulagang (tyb.: ཡུམ་བུ་ལྷ་སྒང༌།, Wylie: yum bu bla sgang; chiń.: 雍布拉康, pinyin: Yōngbùlākāng) – zamek dynastii Jarlung znajdujący się w dzielnicy Nêdong w mieście Shannan w Tybetańskim Regionie Autonomicznym.

## Historia
Jumbulagang zbudowano przypuszczalnie na przełomie VII i VIII wieku n.e. Zgodnie z tradycją był pierwszym murowanym budynkiem w Tybecie. Pierwotnie sądzono, że służył jako główna siedziba władców imperium tybetańskiego (do momentu przeniesienia przez króla Songcen Gampo stolicy państwa do Lhasy) jednak obecnie ze względu na uzyskaną w wyniku badań wiedzę, iż zgodnie ze zwyczajem kolejni, wstępujący na tron królowie budowali sobie nowe pałace, Jumbulagang uznawany jest raczej za symbol wczesnych dziejów państwa niż faktyczną siedzibę jego władców.

## Architektura
Zamek zbudowano na wzniesieniu, w stylu znanym z późniejszych okresów jako dzong (połączenie twierdzy i klasztoru). Jest trzypiętrowym, prostokątnym budynkiem o wymiarach 30/50 m, z wysoką, czteropiętrową wieżą oraz charakterystycznym portykiem i stromymi schodami. Jego unikalna architektura, oddająca rodzime tradycje architektoniczne zmieszane z wpływami indyjskimi, została utracona w wyniku zburzenia budowli w trakcie chińskiej rewolucji kulturalnej. Jumbulagang odbudowano pod koniec lat 80.
Na parterze, który jako jedyny przetrwał w stanie nienaruszonym, znajdują się malowidła przedstawiające historycznych władców Tybetu i ich małżonki. Zamek po utracie swojej pierwotnej funkcji, został zamieniony na świątynię i klasztor. W wieży, która według badaczy została zbudowana na wzór wielu podobnych, a utraconych budowli obronnych z czasów historycznych, znajdują się małe pomieszczenia służące za odosobnienia medytacyjne.

## Legendy
Zgodnie z tradycją Jumbulagang uznawany jest za siedzibę pierwszego władcy Tybetu, boskiego Niatri Canpo (III wiek p.n.e.) Jego potomek niejaki Totori Niatsen, ok. II wieku n.e.,  miał być świadkiem cudownego zdarzenia, jakim było nagłe pojawienie się spisanych nauk Buddy, które spadły z nieba na dach zamku. Nikt nie potrafił ich odczytać i dopiero we śnie król doznał objawienia, że w ciągu czterech kolejnych pokoleń pojawi się władca zdolny do ich zrozumienia. Przypuszczalnie legenda ta jest echem, wcześniejszego niż oficjalne wprowadzenie (VII wiek), przenikania religii buddyjskiej do Tybetu.

Jumbulagang
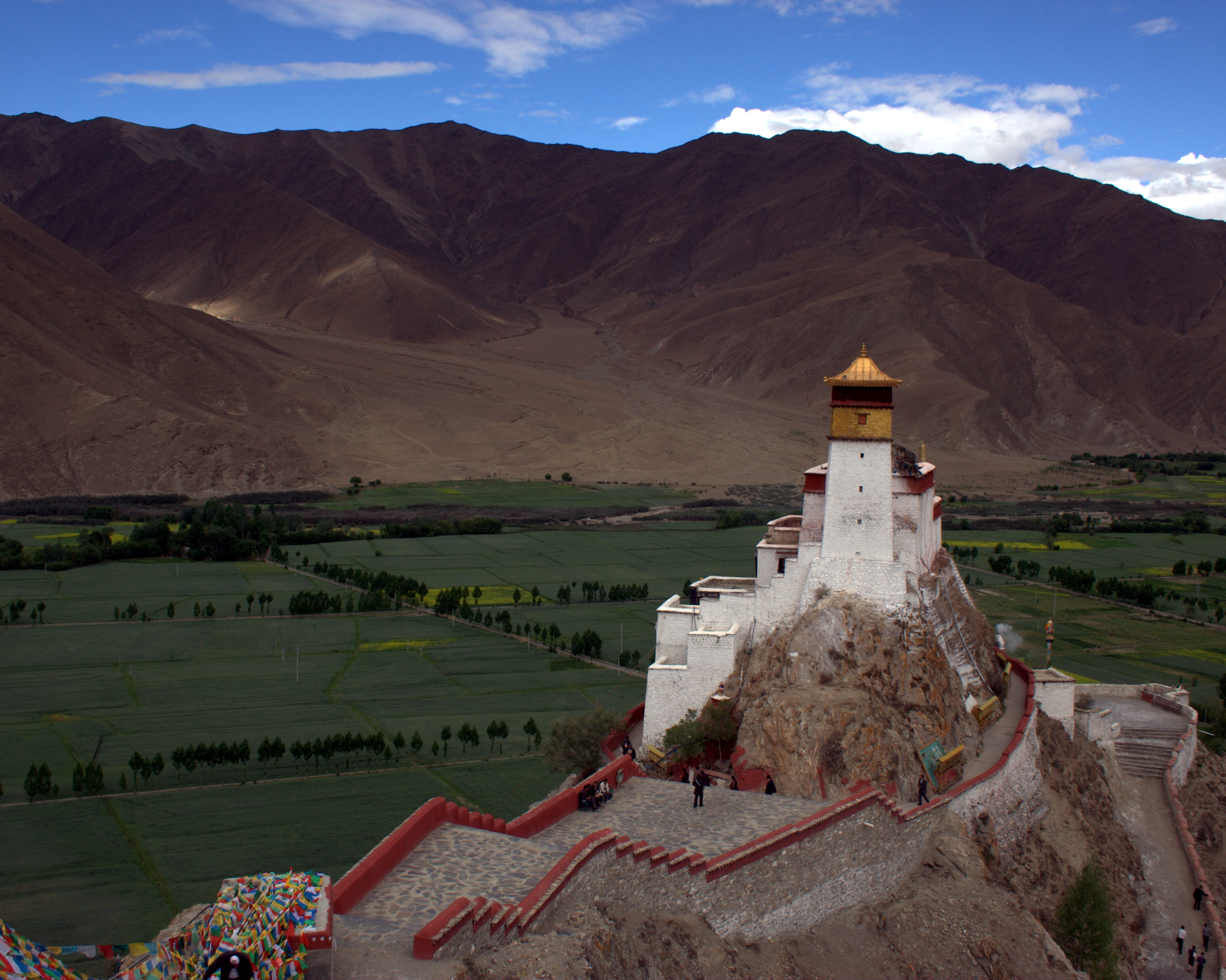
Widok na dziedziniec
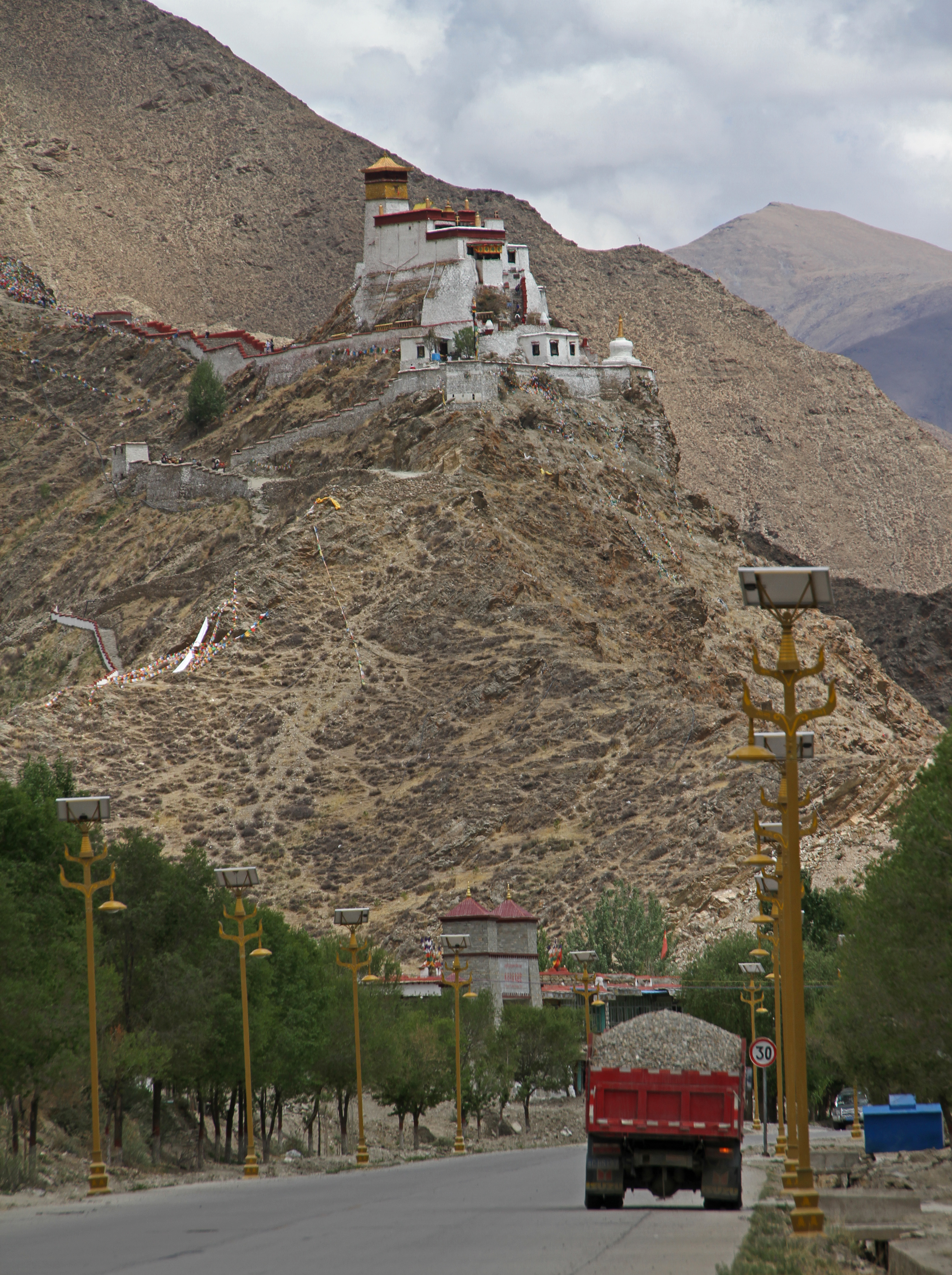
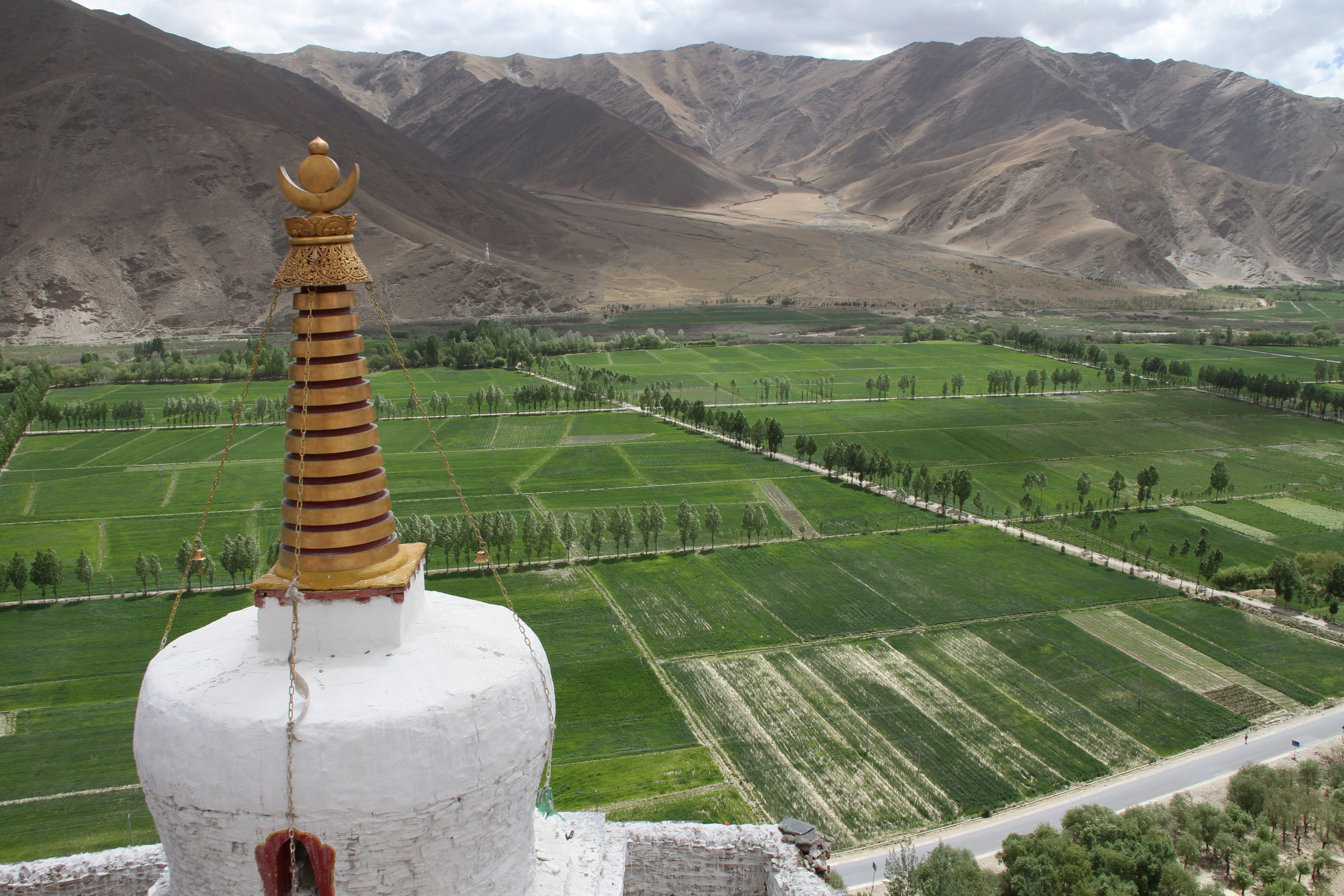
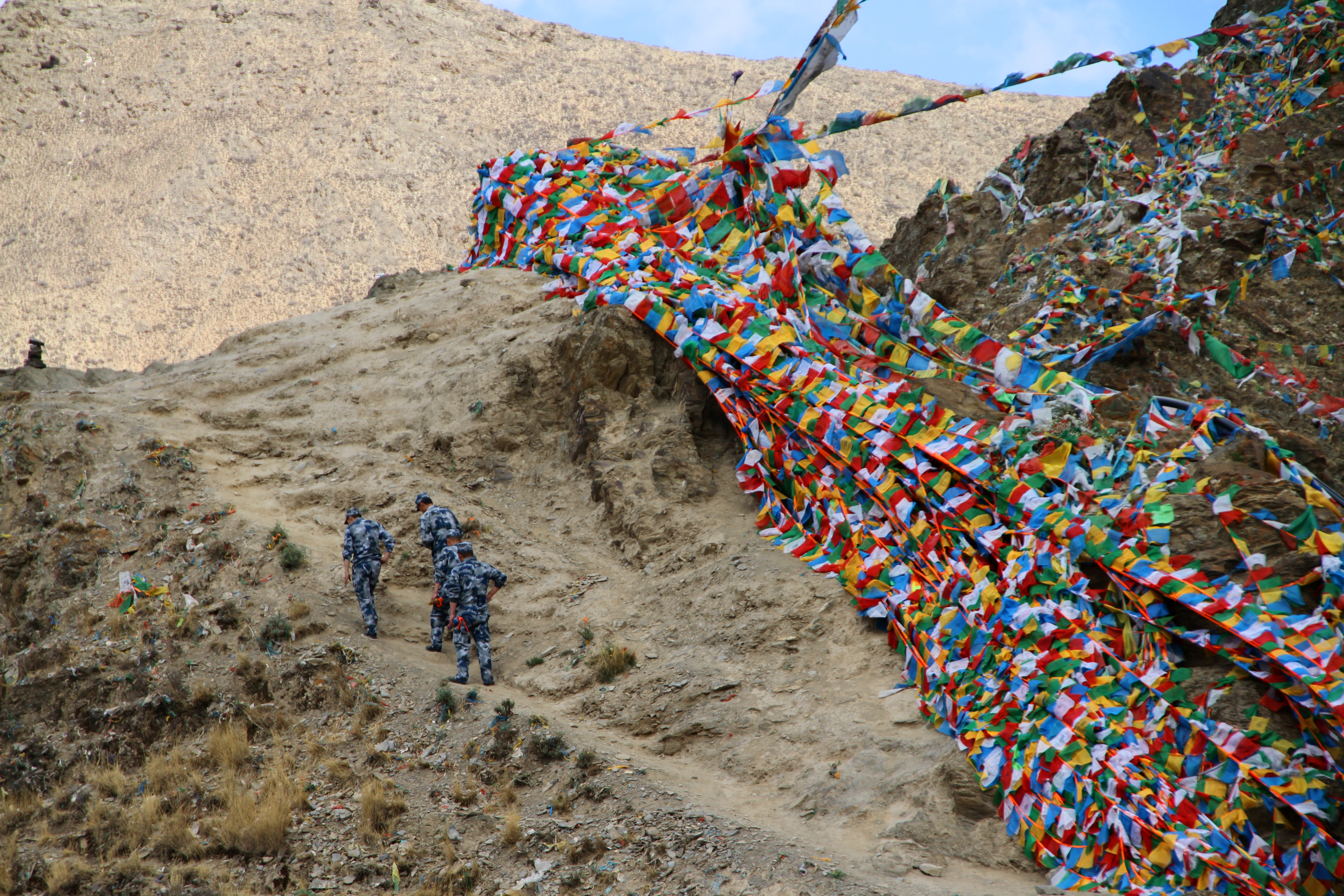
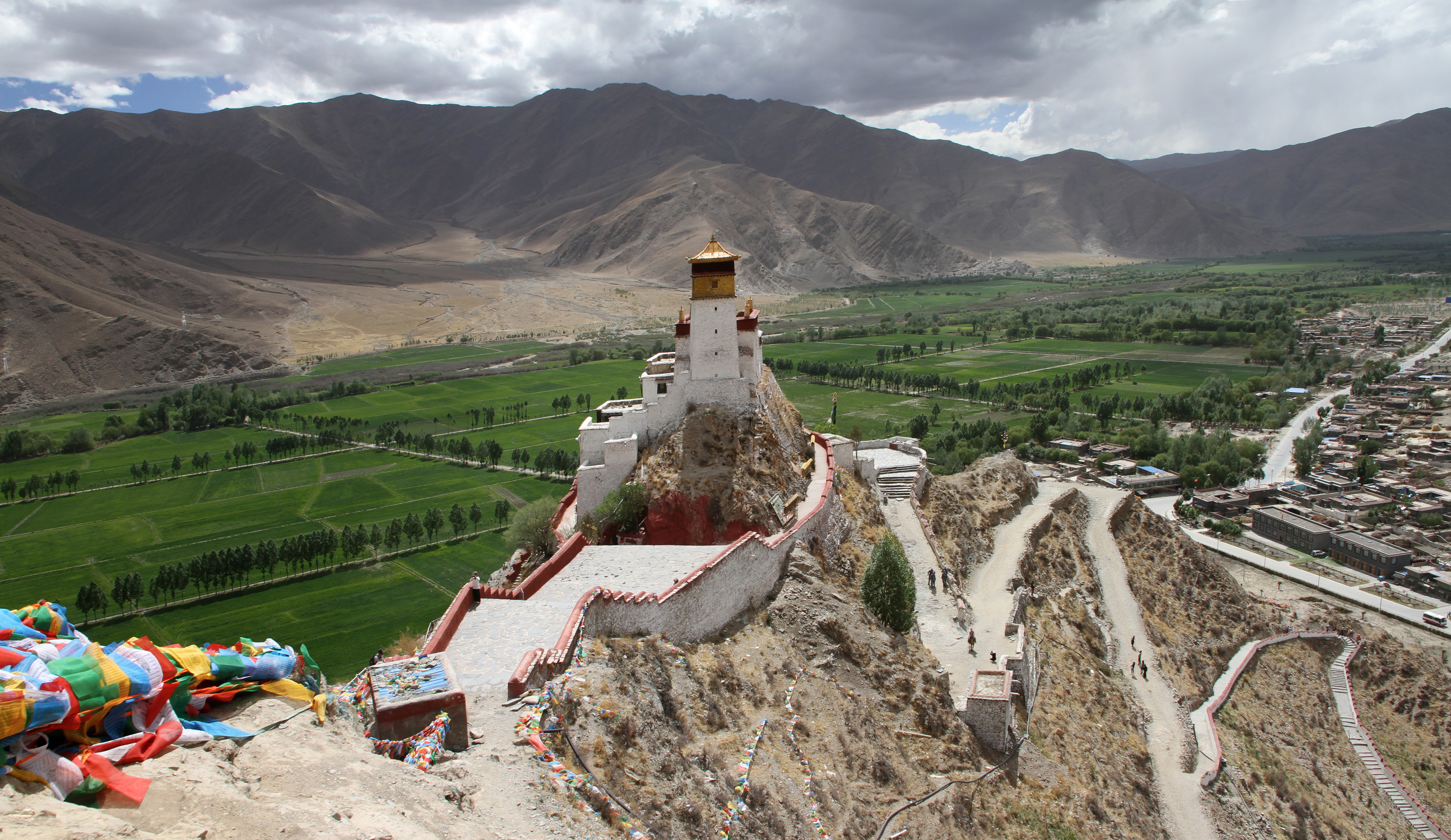
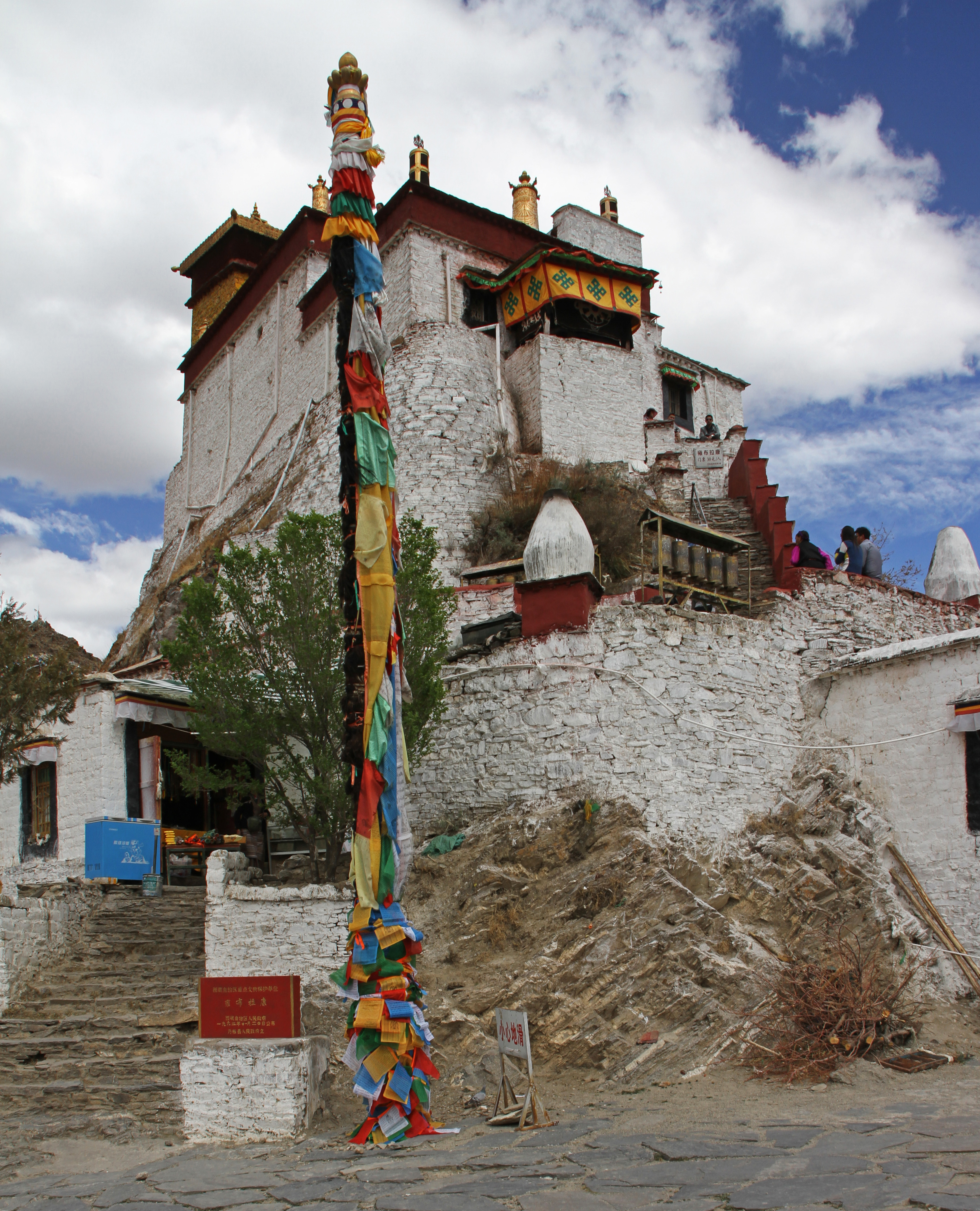